# Rhytidoponera rufonigra
Rhytidoponera rufonigra é uma espécie de formiga do gênero Rhytidoponera.